# Балка Козирівка
 Балка Козирівка, Козирка — балка (річка) в Україні у Кропивницькому районі Кіровоградської області. Ліва притока річки Інгулу (басейн Чорного моря).

## Опис
Довжина балки приблизно 4,79 км, найкоротша відстань між витоком і гирлом — 3,83 км, коефіцієнт звивистості річки — 1,25. Формується декількома струмками та загатами. На деяких ділянках балка пересихає.

## Розташування
Бере початок на західній стороні від села Рибчине. Тече переважно на південний захід через села Ольгівку та Козирівку і впадає в річку Інгул, ліву притоку річки Південного Бугу.

## Цікаві факти
- На балці існують газові свердловини[2].